# Zhabei
Zhabei léase Zha-Béi (en chino:闸北区, chino tradicional:閘北區, pinyin:Zháběi qū,literalmente:compuerta hacia el norte) fue un distrito de la ciudad de Shanghái, República Popular China. Localizado al norte de la ciudad con una superficie de 29.26 kilómetros cuadrados y una población de 707 323 habitantes. El 4 de noviembre de 2015 el consejo de estado aprobó la fusión con el distrito de Jing'an.
Este distrito ha atraído a varias empresas extranjeras para construir oficinas, apartamentos y centros comerciales. Lo cual lo hace una economía fuerte en la ciudad.

## Administración
El distrito de Zhabei se divide en 1 poblado y 8 subdistritos.
- Poblado Péngpǔ  彭浦
- Subdistrito Tiānmùxilù 天目西路
- Subdistrito Běizhàn 北站
- Subdistrito Bǎoshānlù 宝山路
- Subdistrito Zhǐjiāngxilù 芷江西路
- Subdistrito Gònghéxīnlù 共和新路
- Subdistrito Dànínglù 大宁路
- Subdistrito Péngpǔxīncūn 彭浦新村
- Subdistrito Línfén lùjiēdào临汾路

## Clima
| Parámetros climáticos promedio de Zhabei (1971-2000) | Parámetros climáticos promedio de Zhabei (1971-2000) | Parámetros climáticos promedio de Zhabei (1971-2000) | Parámetros climáticos promedio de Zhabei (1971-2000) | Parámetros climáticos promedio de Zhabei (1971-2000) | Parámetros climáticos promedio de Zhabei (1971-2000) | Parámetros climáticos promedio de Zhabei (1971-2000) | Parámetros climáticos promedio de Zhabei (1971-2000) | Parámetros climáticos promedio de Zhabei (1971-2000) | Parámetros climáticos promedio de Zhabei (1971-2000) | Parámetros climáticos promedio de Zhabei (1971-2000) | Parámetros climáticos promedio de Zhabei (1971-2000) | Parámetros climáticos promedio de Zhabei (1971-2000) | Parámetros climáticos promedio de Zhabei (1971-2000) |
| Mes                                                  | Ene.                                                 | Feb.                                                 | Mar.                                                 | Abr.                                                 | May.                                                 | Jun.                                                 | Jul.                                                 | Ago.                                                 | Sep.                                                 | Oct.                                                 | Nov.                                                 | Dic.                                                 | Anual                                                |
| ---------------------------------------------------- | ---------------------------------------------------- | ---------------------------------------------------- | ---------------------------------------------------- | ---------------------------------------------------- | ---------------------------------------------------- | ---------------------------------------------------- | ---------------------------------------------------- | ---------------------------------------------------- | ---------------------------------------------------- | ---------------------------------------------------- | ---------------------------------------------------- | ---------------------------------------------------- | ---------------------------------------------------- |
| Temp. máx. media (°C)                                | 8.1                                                  | 9.2                                                  | 12.8                                                 | 19.1                                                 | 24.1                                                 | 27.6                                                 | 31.8                                                 | 31.3                                                 | 27.2                                                 | 22.6                                                 | 17.0                                                 | 11.1                                                 | 20.2                                                 |
| Temp. mín. media (°C)                                | 1.1                                                  | 2.2                                                  | 5.6                                                  | 10.9                                                 | 16.1                                                 | 20.8                                                 | 25.0                                                 | 24.9                                                 | 20.6                                                 | 15.1                                                 | 9.0                                                  | 3.0                                                  | 12.9                                                 |
| Precipitación total (mm)                             | 50.6                                                 | 56.8                                                 | 98.8                                                 | 89.3                                                 | 102.3                                                | 169.6                                                | 156.3                                                | 157.9                                                | 137.3                                                | 62.5                                                 | 46.2                                                 | 37.1                                                 | 1164.5                                               |
| Días de precipitaciones (≥ 1 mm)                     | 9.7                                                  | 10.3                                                 | 13.9                                                 | 12.7                                                 | 12.1                                                 | 14.4                                                 | 12.0                                                 | 11.3                                                 | 11.0                                                 | 8.1                                                  | 7.0                                                  | 6.5                                                  | 129                                                  |
| Horas de sol                                         | 123.0                                                | 115.7                                                | 126.0                                                | 156.1                                                | 173.5                                                | 147.6                                                | 217.8                                                | 220.8                                                | 158.9                                                | 160.8                                                | 146.6                                                | 147.7                                                | 1894.5                                               |
| Humedad relativa (%)                                 | 75                                                   | 74                                                   | 76                                                   | 76                                                   | 76                                                   | 82                                                   | 82                                                   | 81                                                   | 78                                                   | 75                                                   | 74                                                   | 73                                                   | 76.8                                                 |
| Fuente: 中国气象局 17 de marzo de 2009               |                                                      |                                                      |                                                      |                                                      |                                                      |                                                      |                                                      |                                                      |                                                      |                                                      |                                                      |                                                      |                                                      |